# ヴィンセント・バック・コーポレーション
ヴィンセント・バック・コーポレーション（Vincent Bach Corporation ）は、アメリカに1918年から1961年にかけて存在した金管楽器製造会社である。 現在はスタインウェイ・ミュージカル・インスツルメンツ傘下、コーン・セルマー内ブランドである。

## 概要
ヴィンセント・バック・コーポレーションは1918年にウィーン生まれのトランペット奏者ヴィンセント・バック（出生名：フィンンツェント・シュローテンバッハ、Vincent Schrotenbach、1890年 - 1976年）によって設立された。創業当初はマウスピース製造を目的としていたが1924年にはトランペットを製造しはじめている。
この数年間でヴィンセント・バック・コーポレーションはアポロ (Apollo) 、ミネルバ (Minerva) 、マーキュリー (Mercury) 、メルセデス (Mercedes) 、ストラディバリウス (Stradivarius) などのブランド名でトランペット、コルネット、フリューゲルホルン、トロンボーンを製造した。しかし1961年にセルマーUSA社に買収され傘下となり、ヴィンセント・バックは辞任した。
買収後もヴィンセント・バック・コーポレーションの楽器設計は維持され、バック・ストラディバリウス (Bach Stradivarius) の名で販売されている。
全米自動車労働組合364地域の呼びかけで、2006年4月から2009年8月まで、計3年4ヶ月の間従業員がストライキを行った。その間も製造、供給は継続された。